# Список ендемічної флори Островів Святої Єлени, Вознесіння і Тристан-да-Кунья
Список ендемічної флори Островів Святої Єлени, Вознесіння і Тристан-да-Кунья налічує 82 таксони, з яких 78 мають ранг виду і ще 4 — ранг підвиду або варитету. Вони належать до 52 родів та 33 родин.
10 родів — є повністю ендемічними. Всі вони походять з Острова Святої Єлени. З цього ж острова походять 50 видів і 2 підвиди, що є ендемічними, які належать до 39 родів та 26 родин.
З Острова Вознесіння походять 20 видів, які належать до 9 родів та 8 родин. Однак три види з цього списку: Dryopteris ascensionis, Oldenlandia ascensionis і Sporobolus durus тепер, імовірно, вимерли.
З архіпелагу Тристан-да-Кунья походять 18 видів, 1 підвид і 1 варитет, які належать до 12 родів та 8 родин. Однак є відомості, що загальна кількість ендемічних таксонів серед рослин цього архіпелагу становить близько 40. Більшість ендеміків сконцентрована на острові Тристан-да-Кунья, деякі зустрічаються на інших островах, але ареал Nertera holmboei обмежується островами Неприступний і Найтінгейл.

## Список ендемічних родів
| № п/п | Рід           | Родина        |
| ----- | ------------- | ------------- |
| 1     | Commidendrum  | Asteraceae    |
| 2     | Lachanodes    | Asteraceae    |
| 3     | Melanodendron | Asteraceae    |
| 4     | Mellissia     | Solanaceae    |
| 5     | Nesiota       | Rhamnaceae    |
| 6     | Nesohedyotis  | Rubiaceae     |
| 7     | Petrobium     | Asteraceae    |
| 8     | Pladaroxylon  | Asteraceae    |
| 9     | Trimeris      | Campanulaceae |
| 10    | Trochetiopsis | Malvaceae     |

## Список ендемічних видів
| № п/п | Вид (підвид, варитет)                 | Родина           | Ареал               |
| ----- | ------------------------------------- | ---------------- | ------------------- |
| 1     | Acaena stangii                        | Rosaceae         | Тристан-да-Кунья    |
| 2     | Acalypha rubrinervis                  | Euphorbiaceae    | Острів Святої Єлени |
| 3     | Agrostis carmichaelii                 | Poaceae          | Тристан-да-Кунья    |
| 4     | Agrostis holdgateana                  | Poaceae          | Тристан-да-Кунья    |
| 5     | Agrostis magellanica ssp. laeviuscula | Poaceae          | Тристан-да-Кунья    |
| 6     | Agrostis media                        | Poaceae          | Тристан-да-Кунья    |
| 7     | Agrostis wacei                        | Poaceae          | Тристан-да-Кунья    |
| 8     | Anogramma ascensionis                 | Adiantaceae      | Острів Вознесіння   |
| 9     | Asplenium alvarezense                 | Aspleniaceae     | Тристан-да-Кунья    |
| 10    | Asplenium ascensionis                 | Aspleniaceae     | Острів Вознесіння   |
| 11    | Asplenium compressum                  | Aspleniaceae     | Острів Святої Єлени |
| 12    | Asplenium platybasis                  | Aspleniaceae     | Острів Святої Єлени |
| 13    | Atriplex plebeja                      | Amaranthaceae    | Тристан-да-Кунья    |
| 14    | Bulbostylis lichtensteiniana          | Cyperaceae       | Острів Святої Єлени |
| 15    | Bulbostylis neglecta                  | Cyperaceae       | Острів Святої Єлени |
| 16    | Calamagrostis deschampsiiformis       | Poaceae          | Тристан-да-Кунья    |
| 17    | Carex dianae                          | Cyperaceae       | Острів Святої Єлени |
| 18    | Carex praealta                        | Cyperaceae       | Острів Святої Єлени |
| 19    | Carex thouarsii var. recurvata        | Cyperaceae       | Тристан-да-Кунья    |
| 20    | Ceterach haughtoni                    | Aspleniaceae     | Острів Святої Єлени |
| 21    | Chenopodium helenense                 | Amaranthaceae    | Острів Святої Єлени |
| 22    | Commidendrum robustum ssp. gummiferum | Asteraceae       | Острів Святої Єлени |
| 23    | Commidendrum robustum ssp. robustum   | Asteraceae       | Острів Святої Єлени |
| 24    | Commidendrum rotundifolium            | Asteraceae       | Острів Святої Єлени |
| 25    | Commidendrum rugosum                  | Asteraceae       | Острів Святої Єлени |
| 26    | Commidendrum spurium                  | Asteraceae       | Острів Святої Єлени |
| 27    | Deschampsia christophersenii          | Poaceae          | Тристан-да-Кунья    |
| 28    | Deschampsia mejlandii                 | Poaceae          | Тристан-да-Кунья    |
| 29    | Deschampsia ribusta                   | Poaceae          | Тристан-да-Кунья    |
| 30    | Dicksonia arborescens                 | Dicksoniaceae    | Острів Святої Єлени |
| 31    | Diplazium filamentosum                | Woodsiaceae      | Острів Святої Єлени |
| 32    | Dryopteris ascensionis                | Dryopteridaceae  | Острів Вознесіння   |
| 33    | Dryopteris cognata                    | Dryopteridaceae  | Острів Святої Єлени |
| 34    | Dryopteris napoleonis                 | Dryopteridaceae  | Острів Святої Єлени |
| 35    | Elaphoglossum campylolepium           | Lomariopsidaceae | Тристан-да-Кунья    |
| 36    | Elaphoglossum dimorphum               | Lomariopsidaceae | Острів Святої Єлени |
| 37    | Elaphoglossum nervosum                | Lomariopsidaceae | Острів Святої Єлени |
| 38    | Elaphoglossum obtusatum               | Lomariopsidaceae | Тристан-да-Кунья    |
| 39    | Euphorbia heleniana                   | Euphorbiaceae    | Острів Святої Єлени |
| 40    | Euphorbia origanoides                 | Euphorbiaceae    | Острів Вознесіння   |
| 41    | Frankenia portulacifolia              | Frankeniaceae    | Острів Святої Єлени |
| 42    | Glyceria insularis                    | Poaceae          | Тристан-да-Кунья    |
| 43    | Grammitis ebenina                     | Polypodiaceae    | Острів Святої Єлени |
| 44    | Heliotropium parvifolium              | Boraginaceae     | Острів Святої Єлени |
| 45    | Hydrodea cryptantha                   | Aizoaceae        | Острів Святої Єлени |
| 46    | Hymenophyllum capillaceum             | Hymenophyllaceae | Острів Святої Єлени |
| 47    | Hypertelis acida                      | Molluginaceae    | Острів Святої Єлени |
| 48    | Lachanodes arborea                    | Asteraceae       | Острів Святої Єлени |
| 49    | Lycopodium axillare                   | Lycopodiaceae    | Острів Святої Єлени |
| 50    | Lycopodium diaphanum                  | Lomariopsidaceae | Тристан-да-Кунья    |
| 51    | Marattia purpurascens                 | Marattiaceae     | Острів Вознесіння   |
| 52    | Melanodendron integrifolium           | Asteraceae       | Острів Святої Єлени |
| 53    | Mellissia begonifolia                 | Solanaceae       | Острів Святої Єлени |
| 54    | Microstaphyla furcata                 | Lomariopsidaceae | Острів Святої Єлени |
| 55    | Nertera assurgens                     | Rubiaceae        | Тристан-да-Кунья    |
| 56    | Nertera holmboei                      | Rubiaceae        | Тристан-да-Кунья    |
| 57    | Nesiota elliptica                     | Rhamnaceae       | Острів Святої Єлени |
| 58    | Nesohedyotis arborea                  | Rubiaceae        | Острів Святої Єлени |
| 59    | Oldenlandia adscensionis              | Rubiaceae        | Острів Вознесіння   |
| 60    | Ophioglossum polyphyllum              | Ophioglossaceae  | Острів Святої Єлени |
| 61    | Osteospermum sanctae-helenae          | Asteraceae       | Острів Святої Єлени |
| 62    | Pelargonium cotyledonis               | Geraniaceae      | Острів Святої Єлени |
| 63    | Petrobium arboreum                    | Asteraceae       | Острів Святої Єлени |
| 64    | Phylica polifolia                     | Rhamnaceae       | Острів Святої Єлени |
| 65    | Pladaroxylon leucadendron             | Asteraceae       | Острів Святої Єлени |
| 66    | Plantago robusta                      | Plantaginaceae   | Острів Святої Єлени |
| 67    | Polypogon mollis                      | Poaceae          | Тристан-да-Кунья    |
| 68    | Pseudophegopteris dianae              | Thelypteridaceae | Острів Святої Єлени |
| 69    | Pteris ascensionis                    | Adiantaceae      | Острів Вознесіння   |
| 70    | Sium bracteatum                       | Apiaceae         | Острів Святої Єлени |
| 71    | Sium burchellii                       | Apiaceae         | Острів Святої Єлени |
| 72    | Sporobolus caespitosus                | Poaceae          | Острів Вознесіння   |
| 73    | Sporobolus durus                      | Poaceae          | Острів Вознесіння   |
| 74    | Suaeda fruticosa                      | Amaranthaceae    | Острів Святої Єлени |
| 75    | Trimeris scaevolifolia                | Campanulaceae    | Острів Святої Єлени |
| 76    | Trochetiopsis benjamini               | Malvaceae        | Острів Святої Єлени |
| 77    | Trochetiopsis ebenus                  | Malvaceae        | Острів Святої Єлени |
| 78    | Trochetiopsis erythroxylon            | Malvaceae        | Острів Святої Єлени |
| 79    | Trochetiopsis melanoxylon             | Malvaceae        | Острів Святої Єлени |
| 80    | Wahlenbergia angustifolia             | Campanulaceae    | Острів Святої Єлени |
| 81    | Wahlenbergia burchellii               | Campanulaceae    | Острів Святої Єлени |
| 82    | Xiphopteris ascensionis               | Grammitidaceae   | Острів Вознесіння   |